# Angitia orestes
Angitia orestes là một loài bướm đêm trong họ Noctuidae.